# Lecanora rugosella
Lecanora rugosella är en lavart som beskrevs av Zahlbr. Lecanora rugosella ingår i släktet Lecanora och familjen Lecanoraceae.  Arten är reproducerande i Sverige. Inga underarter finns listade i Catalogue of Life.